# Krasiwyj (obwód kurski)
Krasiwyj (ros. Красивый) – osiedle typu wiejskiego w zachodniej Rosji, w sielsowiecie sołdatskim rejonu fatieżskiego w obwodzie kurskim.

## Geografia
Miejscowość położona jest nad Żurawczikiem (prawy dopływ Rudy w dorzeczu Usoży), 7,5 km od centrum administracyjnego sielsowietu (Sołdatskoje), 9 km na południowy zachód od centrum administracyjnego rejonu (Fatież), 41 km na północny zachód od Kurska, 7,5 km od drogi magistralnej (federalnego znaczenia) M2 «Krym» (część trasy europejskiej E105).
W osiedlu znajdują się 4 posesje.
Klimat
Miejscowość, jak i cały rejon, znajduje się w strefie klimatu kontynentalnego z łagodnym ciepłym latem i równomiernie rozłożonymi opadami rocznymi (Dfb w klasyfikacji klimatów Köppena).

## Demografia
W 2010 r. osiedle zamieszkiwało 5 osób.